# Pourvu qu'on m'aime
Pour plus de détails, voir Fiche technique et Distribution.
Pourvu qu'on m'aime  (titre original : The Special Need) est un film italien réalisé par Carlo Zoratti  sorti en 2013.
Il s'agit du premier long-métrage de Carlo Zoratti.

## Synopsis
Enea est un jeune autiste de 29 ans. Son pays natal, l'Italie ne permet pas d'assouvir les désirs amoureux. Ses amis Carlo et Alex pensant que leur ami est à la recherche de rapports physiques l'emmènent en Europe du Nord où les mœurs son plus libres. Mais Enea ne recherche que la tendresse et à être aimé...

## Fiche technique
- Titre français : Pourvu qu'on m'aime
- Titre original : The Special Need
- Pays d'origine :  Italie
- Année : 2013
- Réalisation : Carlo Zoratti
- Scénario : Cosimo Bizzarri, Carlo Zoratt
- Photographie : Julián Elizalde
- Montage : David Hartmann
- Musique : Dario Moroldo
- Société de production : Detailfilm, Videomante, Aramis films
- Société de distribution : Tucker Film
- Langue : italien
- Genre : Documentaire
- Format :
- Durée : 84 min
- Dates de sortie : 
  - Suisse : 16 août 2013	(Festival du film de Locarno)
  - Italie : 1er avril 2014
  - France : 26 octobre 2016

## Distribution
- Carlo Zoratti
- Alex Nazzi
- Enea Gabino